# Justicia prominens
Justicia prominens är en akantusväxtart som beskrevs av Raymond Benoist. Justicia prominens ingår i släktet Justicia och familjen akantusväxter. Inga underarter finns listade i Catalogue of Life.